# Baureihe V 100
Baureihe V 100 – lokomotywa spalinowa produkowana w latach 1958–1963 dla kolei zachodnioniemieckich. Wyprodukowano 745 lokomotyw. Spalinowozy były produkowane do prowadzenia pociągów towarowych oraz pasażerskich na niezelektryfikowanych liniach kolejowych. Lokomotywy były eksploatowane do manewrowania wagonów towarowych na górkach rozrządowych. Zostały pomalowane na charakterystyczny kolor bordowy. Kilka lokomotyw zachowano jako eksponaty zabytkowe.